# Équipe des Pays-Bas de football au Championnat d'Europe 2024
 (juin 2024).
Si vous disposez d'ouvrages ou d'articles de référence ou si vous connaissez des sites web de qualité traitant du thème abordé ici, merci de compléter l'article en donnant les références utiles à sa vérifiabilité et en les liant à la section « Notes et références ».
Cet article relate le parcours de l’équipe des Pays-Bas de football lors du Championnat d'Europe de football 2024 qui a lieu du 14 juin au 14 juillet 2024 en Allemagne.

## Qualifications
| Rang | Équipe               | Pts | J | G | N | P | Bp | Bc | Diff |  | Résultats (▼ dom., ► ext.) |     |     |     |     |      |
| ---- | -------------------- | --- | - | - | - | - | -- | -- | ---- |  | -------------------------- | --- | --- | --- | --- | ---- |
| 1    | France               | 22  | 8 | 7 | 1 | 0 | 29 | 3  | +26  |  | France                     |     | 4-0 | 1-0 | 2-0 | 14-0 |
| 2    | Pays-Bas             | 18  | 8 | 6 | 0 | 2 | 17 | 7  | +10  |  | Pays-Bas                   | 1-2 |     | 3-0 | 1-0 | 3-0  |
| 3    | Grèce                | 13  | 8 | 4 | 1 | 3 | 14 | 8  | +6   |  | Grèce                      | 2-2 | 0-1 |     | 2-1 | 5-0  |
| 4    | République d'Irlande | 6   | 8 | 2 | 0 | 6 | 9  | 10 | -1   |  | République d'Irlande       | 0-1 | 1-2 | 0-2 |     | 3-0  |
| 5    | Gibraltar            | 0   | 8 | 0 | 0 | 8 | 0  | 41 | -41  |  | Gibraltar                  | 0-3 | 0-6 | 0-3 | 0-4 |      |

- Sélection directement qualifiée pour l'Euro 2024

## Matchs de préparation
| 22 mars 2024                      | Pays-Bas                                                 | 4 - 0   | Écosse | Johan Cruyff Arena, Amsterdam                    |                                                  |
| 20h45 · Historique des rencontres | Reijnders 40e · Wijnaldum 72e · Weghorst 84e · Malen 86e | (1 - 0) |        | Spectateurs : 46 223 Arbitrage : Erik Lambrechts | Spectateurs : 46 223 Arbitrage : Erik Lambrechts |
| 20h45 · Historique des rencontres | Rapport                                                  |         |        | Spectateurs : 46 223 Arbitrage : Erik Lambrechts | Spectateurs : 46 223 Arbitrage : Erik Lambrechts |

| 26 mars 2024                      | Allemagne                                          | 2 - 1   | Pays-Bas              | Deutsche Bank Park, Francfort                |                                              |
| 20h45 · Historique des rencontres | ( Musiala) Mittelstädt 11e · ( Kroos) Füllkrug 85e | (1 - 1) | 4e Veerman ( Memphis) | Spectateurs : 48 390 Arbitrage : Espen Eskås | Spectateurs : 48 390 Arbitrage : Espen Eskås |
| 20h45 · Historique des rencontres | Andrich 53e · Kroos 66e                            | Rapport | 17e Blind             | Spectateurs : 48 390 Arbitrage : Espen Eskås | Spectateurs : 48 390 Arbitrage : Espen Eskås |

| 6 juin 2024                       | Pays-Bas                                               | 4 - 0   | Canada | Stade Feijenoord, Rotterdam |                         |
| 20h45 · Historique des rencontres | Depay 50e · Frimpong 57e · Weghorst 63e · Van Dijk 83e | (0 - 0) |        | Arbitrage : Rohit Saggi     | Arbitrage : Rohit Saggi |
| 20h45 · Historique des rencontres | Rapport                                                |         |        | Arbitrage : Rohit Saggi     | Arbitrage : Rohit Saggi |

| 10 juin 2024                      | Pays-Bas                                               | 4 - 0   | Islande | Stade Feijenoord, Rotterdam     |                                 |
| 20h45 · Historique des rencontres | Simons 23e · Van Dijk 49e · Malen 79e · Weghorst 90+3e | (1 - 0) |         | Arbitrage : Evangelos Manouchos | Arbitrage : Evangelos Manouchos |
| 20h45 · Historique des rencontres | Rapport                                                |         |         | Arbitrage : Evangelos Manouchos | Arbitrage : Evangelos Manouchos |

## Séjour et hébergement
Le camp de base des Pays-Bas se situe dans la ville de Wolfsburg, en Basse-Saxe.

## Phase finale

### Effectif
Les âges et les sélections sont calculés au début de l'Euro 2024, le 14 juin 2024.
Les Pays-Bas annoncent une équipe préliminaire de 30 joueurs le 16 mai 2024. Le 27 mai, Marten de Roon se retire de l'équipe en raison d'une blessure. L'équipe finale de 26 joueurs est confirmée le 29 mai, sans Nick Olij, Ian Maatsen et Quinten Timber. Le 10 juin, il est annoncé que Frenkie de Jong ne fait plus partie de l'équipe en raison d'une blessure et Ian Maatsen est appelé en remplacement le 11 juin. Le même jour, Teun Koopmeiners est retiré de l'équipe en raison d'une blessure subie avant le match amical contre l'Islande. Le 12 juin, Joshua Zirkzee rejoint l'équipe.

### Premier tour
| v · m | Équipe   | Pts | J | G | N | P | Bp | Bc | Diff |
| ----- | -------- | --- | - | - | - | - | -- | -- | ---- |
| 1     | Autriche | 6   | 3 | 2 | 0 | 1 | 6  | 4  | +2   |
| 2     | France   | 5   | 3 | 1 | 2 | 0 | 2  | 1  | +1   |
| 3     | Pays-Bas | 4   | 3 | 1 | 1 | 1 | 4  | 4  | 0    |
| 4     | Pologne  | 1   | 3 | 0 | 1 | 2 | 3  | 6  | -3   |

#### Pologne - Pays-Bas
| Match 7                 | Pologne                | 1 - 2   | Pays-Bas                        | Volksparkstadion, Hambourg                                                       |                                                                                  |
| 16 juin 2024 15h00 CEST | ( Zieliński) Buksa 16e | (1 - 1) | 29e Gakpo ( Aké) · 83e Weghorst | Spectateurs : 48 117 Arbitrage : Artur Soares Dias Arbitre vidéo : Tiago Martins | Spectateurs : 48 117 Arbitrage : Artur Soares Dias Arbitre vidéo : Tiago Martins |
| 16 juin 2024 15h00 CEST |                        | Rapport | 15e Veerman                     | Spectateurs : 48 117 Arbitrage : Artur Soares Dias Arbitre vidéo : Tiago Martins | Spectateurs : 48 117 Arbitrage : Artur Soares Dias Arbitre vidéo : Tiago Martins |

#### Pays-Bas - France
| Match 20                | Pays-Bas     | 0 - 0   | France | Stade de Leipzig, Leipzig                                                      |                                                                                |
| 21 juin 2024 21h00 CEST |              | (0 - 0) |        | Spectateurs : 38 531 Arbitrage : Anthony Taylor Arbitre vidéo : Stuart Attwell | Spectateurs : 38 531 Arbitrage : Anthony Taylor Arbitre vidéo : Stuart Attwell |
| 21 juin 2024 21h00 CEST | Schouten 31e | Rapport |        | Spectateurs : 38 531 Arbitrage : Anthony Taylor Arbitre vidéo : Stuart Attwell | Spectateurs : 38 531 Arbitrage : Anthony Taylor Arbitre vidéo : Stuart Attwell |

#### Pays-Bas - Autriche
| Match 31                 | Pays-Bas                                    | 2 - 3   | Autriche                                                                         | Olympiastadion, Berlin                                                     |                                                                            |
| 25 juin 2024 18 h 0 CEST | ( Simons) Gakpo 47e · ( Weghorst) Depay 75e | (0 - 1) | 6e (csc) Malen ( Prass) · 59e Schmid ( Grillitsch) · 80e Sabitzer ( Baumgartner) | Spectateurs : 68 363 Arbitrage : Ivan Kružliak Arbitre vidéo : Marco Fritz | Spectateurs : 68 363 Arbitrage : Ivan Kružliak Arbitre vidéo : Marco Fritz |
| 25 juin 2024 18 h 0 CEST |                                             | Rapport | 32e Posch · 33e Wimmer · 90+4e Querfeld                                          | Spectateurs : 68 363 Arbitrage : Ivan Kružliak Arbitre vidéo : Marco Fritz | Spectateurs : 68 363 Arbitrage : Ivan Kružliak Arbitre vidéo : Marco Fritz |

### Huitième de finale
| Match 43                   | Roumanie                   | 0 - 3   | Pays-Bas                                                         | Munich Football Arena, Munich                                                 |                                                                               |
| 2 juillet 2024 18 h 0 CEST |                            | (0 - 1) | 20e Gakpo ( Simons) · 83e Malen ( Gakpo) · 90+3e Malen ( Simons) | Spectateurs : 65 012 Arbitrage : Felix Zwayer Arbitre vidéo : Bastian Dankert | Spectateurs : 65 012 Arbitrage : Felix Zwayer Arbitre vidéo : Bastian Dankert |
| 2 juillet 2024 18 h 0 CEST | M. Marin 67e · Stanciu 81e | Rapport | 78e Dumfries · 90+4e Malen                                       | Spectateurs : 65 012 Arbitrage : Felix Zwayer Arbitre vidéo : Bastian Dankert | Spectateurs : 65 012 Arbitrage : Felix Zwayer Arbitre vidéo : Bastian Dankert |

### Quart de finale
| Match 47                   | Pays-Bas                                             | 2 - 1   | Turquie              | Olympiastadion, Berlin                                                         |                                                                                |
| 6 juillet 2024 21 h 0 CEST | ( Depay) de Vrij 70e · Müldür 76e (csc)              | (0 - 1) | 35e Akaydin ( Güler) | Spectateurs : 70 091 Arbitrage : Clément Turpin Arbitre vidéo : Jérôme Brisard | Spectateurs : 70 091 Arbitrage : Clément Turpin Arbitre vidéo : Jérôme Brisard |
| 6 juillet 2024 21 h 0 CEST | Simons 30e · Aké 54e · van Dijk 64e · Weghorst 90+6e | Rapport | 90+3e Tosun          | Spectateurs : 70 091 Arbitrage : Clément Turpin Arbitre vidéo : Jérôme Brisard | Spectateurs : 70 091 Arbitrage : Clément Turpin Arbitre vidéo : Jérôme Brisard |

### Demi-finale
| Match 50                    | Pays-Bas                                   | 1 - 2   | Angleterre                                 | BVB Stadion Dortmund, Dortmund                                                |                                                                               |
| 10 juillet 2024 21 h 0 CEST | Simons 7e                                  | (1 - 1) | 18e (pen.) Kane · 90+1e Watkins ( Palmer)  | Spectateurs : 60 926 Arbitrage : Felix Zwayer Arbitre vidéo : Bastian Dankert | Spectateurs : 60 926 Arbitrage : Felix Zwayer Arbitre vidéo : Bastian Dankert |
| 10 juillet 2024 21 h 0 CEST | Dumfries 17e · van Dijk 87e · Simons 90+1e | Rapport | 72e Bellingham · 86e Saka · 90+4e Trippier | Spectateurs : 60 926 Arbitrage : Felix Zwayer Arbitre vidéo : Bastian Dankert | Spectateurs : 60 926 Arbitrage : Felix Zwayer Arbitre vidéo : Bastian Dankert |

## Statistiques

### Temps de jeu
| N°         | Joueur               |          |          |          |          |          |          | TT       | But inscrit | Passe décisive | MJ       | MT       | Légende |
| ---------- | -------------------- | -------- | -------- | -------- | -------- | -------- | -------- | -------- | ----------- | -------------- | -------- | -------- | --- |
| Gardiens   | Gardiens             | Gardiens | Gardiens | Gardiens | Gardiens | Gardiens | Gardiens | Gardiens | Gardiens    | Gardiens       | Gardiens | Gardiens | Abréviations et symboles : TT : Total de minutes jouées MJ : Nombre de matchs joués MT : Matchs joués en tant que titulaire : but : passe décisive : joueur entré : joueur remplacé : capitaine : carton jaune : carton rouge |
| 1          | Bart Verbruggen      | 90       | 90       | 90       | 90       | -        | -        | 360      | -           | -              | 4        | 4        | Abréviations et symboles : TT : Total de minutes jouées MJ : Nombre de matchs joués MT : Matchs joués en tant que titulaire : but : passe décisive : joueur entré : joueur remplacé : capitaine : carton jaune : carton rouge |
| 13         | Justin Bijlow        | -        | -        | -        | -        | -        | -        | -        | -           | -              | -        | -        | Abréviations et symboles : TT : Total de minutes jouées MJ : Nombre de matchs joués MT : Matchs joués en tant que titulaire : but : passe décisive : joueur entré : joueur remplacé : capitaine : carton jaune : carton rouge |
| 23         | Mark Flekken         | -        | -        | -        | -        | -        | -        | -        | -           | -              | -        | -        | Abréviations et symboles : TT : Total de minutes jouées MJ : Nombre de matchs joués MT : Matchs joués en tant que titulaire : but : passe décisive : joueur entré : joueur remplacé : capitaine : carton jaune : carton rouge |
| Défenseurs |                      |          |          |          |          |          |          |          |             |                |          |          | Abréviations et symboles : TT : Total de minutes jouées MJ : Nombre de matchs joués MT : Matchs joués en tant que titulaire : but : passe décisive : joueur entré : joueur remplacé : capitaine : carton jaune : carton rouge |
| 2          | Lutsharel Geertruida | -        | 73       | 90       | -        | -        | -        | 107      | -           | -              | 2        | 1        | Abréviations et symboles : TT : Total de minutes jouées MJ : Nombre de matchs joués MT : Matchs joués en tant que titulaire : but : passe décisive : joueur entré : joueur remplacé : capitaine : carton jaune : carton rouge |
| 3          | Matthijs de Ligt     | -        | -        | -        | -        | -        | -        | -        | -           | -              |          |          | Abréviations et symboles : TT : Total de minutes jouées MJ : Nombre de matchs joués MT : Matchs joués en tant que titulaire : but : passe décisive : joueur entré : joueur remplacé : capitaine : carton jaune : carton rouge |
| 4          | Virgil van Dijk      | 90       | 90       | 90       | 90       | -        | -        | 360      | -           | -              | 4        | 4        | Abréviations et symboles : TT : Total de minutes jouées MJ : Nombre de matchs joués MT : Matchs joués en tant que titulaire : but : passe décisive : joueur entré : joueur remplacé : capitaine : carton jaune : carton rouge |
| 5          | Nathan Aké           | 87       | 90       | 65       | 69       | -        | -        | 311      | -           | -              | 4        | 4        | Abréviations et symboles : TT : Total de minutes jouées MJ : Nombre de matchs joués MT : Matchs joués en tant que titulaire : but : passe décisive : joueur entré : joueur remplacé : capitaine : carton jaune : carton rouge |
| 6          | Stefan de Vrij       | 90       | 90       | 90       | 90       | -        | -        | 360      | -           | -              | 4        | 4        | Abréviations et symboles : TT : Total de minutes jouées MJ : Nombre de matchs joués MT : Matchs joués en tant que titulaire : but : passe décisive : joueur entré : joueur remplacé : capitaine : carton jaune : carton rouge |
| 12         | Jeremie Frimpong     | 81       | 73       | -        | -        | -        | -        | 82       | -           | -              | 2        | 1        | Abréviations et symboles : TT : Total de minutes jouées MJ : Nombre de matchs joués MT : Matchs joués en tant que titulaire : but : passe décisive : joueur entré : joueur remplacé : capitaine : carton jaune : carton rouge |
| 15         | Micky van de Ven     | 87       | -        | -        | 69       | -        | -        | 24       | -           | -              | 2        | 0        | Abréviations et symboles : TT : Total de minutes jouées MJ : Nombre de matchs joués MT : Matchs joués en tant que titulaire : but : passe décisive : joueur entré : joueur remplacé : capitaine : carton jaune : carton rouge |
| 17         | Daley Blind          | -        | -        | -        | 92       | -        | -        | 2        | -           | -              | 1        | 0        | Abréviations et symboles : TT : Total de minutes jouées MJ : Nombre de matchs joués MT : Matchs joués en tant que titulaire : but : passe décisive : joueur entré : joueur remplacé : capitaine : carton jaune : carton rouge |
| 22         | Denzel Dumfries      | 90       | 90       | -        | 90       | -        | -        | 270      | -           | -              | 3        | 3        | Abréviations et symboles : TT : Total de minutes jouées MJ : Nombre de matchs joués MT : Matchs joués en tant que titulaire : but : passe décisive : joueur entré : joueur remplacé : capitaine : carton jaune : carton rouge |
| Milieux    |                      |          |          |          |          |          |          |          |             |                |          |          | Abréviations et symboles : TT : Total de minutes jouées MJ : Nombre de matchs joués MT : Matchs joués en tant que titulaire : but : passe décisive : joueur entré : joueur remplacé : capitaine : carton jaune : carton rouge |
| 7          | Xavi Simons          | 62       | 73       | 35       | 90       | -        | -        | 290      | -           | -              | 4        | 3        | Abréviations et symboles : TT : Total de minutes jouées MJ : Nombre de matchs joués MT : Matchs joués en tant que titulaire : but : passe décisive : joueur entré : joueur remplacé : capitaine : carton jaune : carton rouge |
| 8          | Georginio Wijnaldum  | 62       | 73       | 65       | -        | -        | -        | 104      | -           | -              | 3        | 0        | Abréviations et symboles : TT : Total de minutes jouées MJ : Nombre de matchs joués MT : Matchs joués en tant que titulaire : but : passe décisive : joueur entré : joueur remplacé : capitaine : carton jaune : carton rouge |
| 14         | Tijjani Reijnders    | 90       | 90       | 65       | 90       | -        | -        | 335      | -           | -              | 4        | 3        | Abréviations et symboles : TT : Total de minutes jouées MJ : Nombre de matchs joués MT : Matchs joués en tant que titulaire : but : passe décisive : joueur entré : joueur remplacé : capitaine : carton jaune : carton rouge |
| 16         | Joey Veerman         | 62       | 73       | 35       | 64       | -        | -        | 140      | -           | -              | 4        | 2        | Abréviations et symboles : TT : Total de minutes jouées MJ : Nombre de matchs joués MT : Matchs joués en tant que titulaire : but : passe décisive : joueur entré : joueur remplacé : capitaine : carton jaune : carton rouge |
| 20         | Teun Koopmeiners     | -        | -        | -        | -        | -        | -        | -        | -           | -              | -        | -        | Abréviations et symboles : TT : Total de minutes jouées MJ : Nombre de matchs joués MT : Matchs joués en tant que titulaire : but : passe décisive : joueur entré : joueur remplacé : capitaine : carton jaune : carton rouge |
| 24         | Jerdy Schouten       | 90       | 73       | -        | 69       | -        | -        | 229      | -           | -              | 3        | 3        | Abréviations et symboles : TT : Total de minutes jouées MJ : Nombre de matchs joués MT : Matchs joués en tant que titulaire : but : passe décisive : joueur entré : joueur remplacé : capitaine : carton jaune : carton rouge |
| 26         | Ryan Gravenberch     | -        | -        | -        | -        | -        | -        | -        | -           | -              | -        | -        | Abréviations et symboles : TT : Total de minutes jouées MJ : Nombre de matchs joués MT : Matchs joués en tant que titulaire : but : passe décisive : joueur entré : joueur remplacé : capitaine : carton jaune : carton rouge |
| Attaquants |                      |          |          |          |          |          |          |          |             |                |          |          | Abréviations et symboles : TT : Total de minutes jouées MJ : Nombre de matchs joués MT : Matchs joués en tant que titulaire : but : passe décisive : joueur entré : joueur remplacé : capitaine : carton jaune : carton rouge |
| 9          | Wout Weghorst        | 81       | 79       | 72       | 84       | -        | -        | 44       | -           | -              | 4        | 0        | Abréviations et symboles : TT : Total de minutes jouées MJ : Nombre de matchs joués MT : Matchs joués en tant que titulaire : but : passe décisive : joueur entré : joueur remplacé : capitaine : carton jaune : carton rouge |
| 10         | Memphis Depay        | 81       | 79       | -        | 92       | -        | -        | 160      | -           | -              | 2        | 2        | Abréviations et symboles : TT : Total de minutes jouées MJ : Nombre de matchs joués MT : Matchs joués en tant que titulaire : but : passe décisive : joueur entré : joueur remplacé : capitaine : carton jaune : carton rouge |
| 11         | Cody Gakpo           | 81       | 90       | 90       | 84       | -        | -        | 345      | -           | -              | 4        | 4        | Abréviations et symboles : TT : Total de minutes jouées MJ : Nombre de matchs joués MT : Matchs joués en tant que titulaire : but : passe décisive : joueur entré : joueur remplacé : capitaine : carton jaune : carton rouge |
| 18         | Donyell Malen        | 62       | -        | 72       | 46       | -        | -        | 144      | -           | -              | 3        | 1        | Abréviations et symboles : TT : Total de minutes jouées MJ : Nombre de matchs joués MT : Matchs joués en tant que titulaire : but : passe décisive : joueur entré : joueur remplacé : capitaine : carton jaune : carton rouge |
| 19         | Brian Brobbey        | -        | -        | -        | -        | -        | -        | -        | -           | -              | -        | -        | Abréviations et symboles : TT : Total de minutes jouées MJ : Nombre de matchs joués MT : Matchs joués en tant que titulaire : but : passe décisive : joueur entré : joueur remplacé : capitaine : carton jaune : carton rouge |
| 21         | Joshua Zirkzee       | -        | -        | -        | -        | -        | -        | -        | -           | -              | -        | -        | Abréviations et symboles : TT : Total de minutes jouées MJ : Nombre de matchs joués MT : Matchs joués en tant que titulaire : but : passe décisive : joueur entré : joueur remplacé : capitaine : carton jaune : carton rouge |
| 25         | Steven Bergwijn      | -        | -        | -        | 46       | -        | -        | 44       | -           | -              | 1        | 0        | Abréviations et symboles : TT : Total de minutes jouées MJ : Nombre de matchs joués MT : Matchs joués en tant que titulaire : but : passe décisive : joueur entré : joueur remplacé : capitaine : carton jaune : carton rouge |

| Buts | Joueurs | Adversaires |
| ---- | ------- | ----------- |
|      |         |             |

| Passes | Joueurs | Adversaires |
| ------ | ------- | ----------- |
|        |         |             |